# Edgar Batista Pereira
Edgar Batista Pereira (São Paulo, 10 de março de 1900 — São Paulo, 23 de abril de 1985) foi um político brasileiro. Exerceu o mandato de deputado federal constituinte por São Paulo em 1946.